# Landkreis Lindau (Bodensee)
Landkreis Lindau (Bodensee) is een Landkreis in de Duitse deelstaat Beieren. De Landkreis telt 82.085 inwoners (31 december 2020) op een oppervlakte van 323,37 km². Kreisstadt is de gelijknamige stad.

## Steden en gemeenten
In het Landkreis Lindau liggen 19 gemeenten, waaronder 2 steden, 2 Märkte, 5 eenheidsgemeenten en 3 Verwaltungsgemeinschaften (met in totaal 9 deelnemende gemeenten).
(Inwoners op 30 september 2006)
| Steden 1. Lindau (24.537) 2. Lindenberg i.Allgäu (11.450) Märkte 1. Heimenkirch (3.729) 2. Scheidegg (4.233) 3. Weiler-Simmerberg (6.555) Verwaltungsgemeinschaften 1. Argental (Gemeenten Gestratz, Grünenbach, Maierhöfen en Röthenbach (Allgäu)) 2. Sigmarszell (Gemeenten Hergensweiler, Sigmarszell en Weißensberg) 3. Stiefenhofen (Gemeenten Oberreute en Stiefenhofen) | Gemeenten 1. Bodolz (3.126) 2. Gestratz (1.214) 3. Grünenbach (1.440) 4. Hergatz (2.355) 5. Hergensweiler (1.774) 6. Maierhöfen (1.590) 7. Nonnenhorn (1.593) 8. Oberreute (1.636) 9. Opfenbach (2.231) 10. Röthenbach (Allgäu) (1.717) 11. Sigmarszell (2.786) 12. Stiefenhofen (1.754) 13. Wasserburg (Bodensee) (3.396) 14. Weißensberg (2.664) |

Aichach-Friedberg · Altötting · Amberg · Amberg-Sulzbach · Ansbach (stad) · Landkreis Ansbach · Aschaffenburg (stad) · Landkreis Aschaffenburg · Augsburg (stad) · Landkreis Augsburg · Bad Kissingen · Bad Tölz-Wolfratshausen · Bamberg (stad) · Landkreis Bamberg · Bayreuth (stad) · Landkreis Bayreuth · Berchtesgadener Land · Cham · Coburg (stad) · Landkreis Coburg · Dachau · Deggendorf · Dillingen an der Donau · Dingolfing Landau · Donau-Ries · Ebersberg · Eichstätt · Erding · Erlangen · Erlangen-Höchstadt · Forchheim · Freising · Feyung-Grafenau · Fürstenfeldbruck · Fürth (stad) · Landkreis Fürth · Garmisch-Partenkirchen · Günzburg · Haßberge · Hof (stad) · Landkreis Hof · Ingolstadt · Kaufbeuren · Kelheim · Kempten im Allgäu · Kitzingen · Kronach · Kulmbach · Landsberg am Lech · Landshut (stad) · Landkreis Landshut · Lichtenfels · Lindau · Main-Spessart · Memmingen · Miesbach · Miltenberg · Mühldorf am Inn · München · Landkreis München · Neuburg-Schrobenhausen · Neumarkt in der Oberpfalz · Neurenberg · Neustadt an der Aisch-Bad Windsheim · Neustadt an der Waldnaab · Neu-Ulm · Nürnberger Land · Oberallgäu · Ostallgäu · Passau (stad) · Landkreis Passau · Pfaffenhofen an der Ilm · Regen · Regensburg (stad) · Landkreis Regensburg · Rhön-Grabfeld · Rosenheim (stad) · Landkreis Rosenheim · Roth · Rottal-Inn · Schwabach · Schwandorf · Schweinfurt (stad) · Landkreis Schweinfurt · Starnberg · Straubing · Straubing-Bogen · Tirschenreuth · Traunstein · Unterallgäu · Weiden in der Oberpfalz · Weilheim-Schongau · Weißenburg-Gunzenhausen · Wunsiedel im Fichtelgebirge · Würzburg (stad) · Landkreis Würzburg
Bodolz ·
Gestratz ·
Grünenbach ·
Heimenkirch ·
Hergatz ·
Hergensweiler ·
Lindau (Bodensee) ·
Lindenberg im Allgäu ·
Maierhöfen ·
Nonnenhorn ·
Oberreute ·
Opfenbach ·
Röthenbach ·
Scheidegg ·
Sigmarszell ·
Stiefenhofen ·
Wasserburg ·
Weiler-Simmerberg ·
Weißensberg